# NGC 789
NGC 789 是位於北天三角座的一個螺旋星系。它在哈伯序列中屬於Sd。它直径约為7万光年，距離银河系約2.41亿光年。該天體於1865年8月24日由德國-丹麥天文學家海因里希·路易·达雷發現。